# III liga polska w piłce nożnej (2014/2015)/Grupa III (dolnośląsko-lubuska)
III liga, grupa dolnośląsko-lubuska, sezon 2014/2015 – 7. edycja rozgrywek czwartego poziomu ligowego piłki nożnej mężczyzn w Polsce po reorganizacji lig w 2008 roku. Brało w niej udział 18 drużyn z województwa dolnośląskiego i województwa lubuskiego. Najlepsza drużyna zrezygnowała z gry w barażach o awans do II ligi. Ostatnich 5 zespołów spadło odpowiednio do grup: dolnośląskiej i lubuskiej IV ligi. Opiekunem ligi był Lubuski Związek Piłki Nożnej.
Sezon ligowy rozpoczął się w 9 sierpnia 2014 roku, a ostatnie mecze rozegrane zostały 6 czerwca 2015 roku.

## Zasady rozgrywek
Zmagania w lidze toczyły się systemem kołowym w dwóch rundach – jesiennej i wiosennej. Drużyny, które po zakończeniu rozgrywek zajęły w tabeli ostatnich 5 miejsc, spadło do właściwej terytorialnie IV ligi i będą w kolejnym sezonie występować w IV lidze.
Drużyna, które zrezygnowałaby z uczestnictwa w rozgrywkach, degradowana została o 2 klasy rozgrywkowe i przenoszona na ostatnie miejsce w tabeli (jeśli rozegrała przynajmniej 50% spotkań sezonu; wtedy mecze nierozegrane weryfikowane są jako walkowery 0:3 na niekorzyść drużyny wycofanej) lub jej wyniki został anulowane. Z rozgrywek eliminowana – i również degradowana o 2 klasy rozgrywkowe – była drużyna, która nie rozegrała z własnej winy 3 spotkań sezonu.
Kolejność w tabeli ustalało się według liczby zdobytych punktów. W przypadku uzyskania równej ilości punktów przez dwie drużyny, o zajętym miejscu decydowały:
a) liczba zdobytych punktów w spotkaniach bezpośrednich,
b) korzystniejsza różnica między zdobytymi i utraconymi bramkami w spotkaniach bezpośrednich,
c) przy uwzględnieniu reguły UEFA, że bramki strzelone na wyjeździe liczone są podwójnie, korzystniejsza różnica między zdobytymi i utraconymi bramkami w spotkaniach bezpośrednich,
d) korzystniejsza różnica bramek we wszystkich spotkaniach z całego cyklu rozgrywek,
e) większa liczba bramek zdobytych we wszystkich spotkaniach z całego cyklu.
W przypadku, gdy dwoma zespołami o jednakowej liczbie punktów byłyby zespoły, których kolejność decyduje o awansie lub spadku, miały zastosowanie wyłącznie zasady określone w punktach a, b i c, a jeżeli one nie rozstrzygnęłyby kolejności, miało się odbyć dodatkowe spotkanie barażowe na neutralnym boisku, wyznaczonym przez Wydział Gier PZPN.
| Uczestnicy sezonu 2013/2014 | Uczestnicy sezonu 2013/2014   | Uczestnicy sezonu 2013/2014 | Uczestnicy sezonu 2013/2014 |
| --------------------------- | ----------------------------- | --------------------------- | --------------------------- |
| ŚLZ                         | Ślęza Wrocław                 | 1                           |                             |
| OŁA                         | MKS Oława                     | 2                           |                             |
| SGW                         | KS Stilon Gorzów Wielkopolski | 3                           |                             |
| ZA2                         | Zagłębie II Lubin             | 4                           |                             |
| MOS                         | Formacja Port 2000 Mostki     | 5                           |                             |
| FHG                         | Foto-Higiena Gać              | 6                           |                             |
| ŻMI                         | Piast Żmigród                 | 7                           |                             |
| ŚL2                         | Śląsk II Wrocław              | 8                           |                             |
| LDZ                         | Lechia Dzierżoniów            | 9                           |                             |
| PŚW                         | Polonia-Stal Świdnica         | 10                          |                             |
| PKN                         | Piast Karnin                  | 11                          |                             |
| KWR                         | KS Bystrzyca Kąty Wrocławskie | 12                          |                             |
| BIE                         | Bielawianka Bielawa           | 13                          |                             |
| PTR                         | Polonia Trzebnica             | 14                          |                             |

| Spadek z II ligi zachodniej 2013/2014 | Spadek z II ligi zachodniej 2013/2014 | Spadek z II ligi zachodniej 2013/2014 | Spadek z II ligi zachodniej 2013/2014 |
| ------------------------------------- | ------------------------------------- | ------------------------------------- | ------------------------------------- |
| UZG                                   | UKP Zielona Góra                      | 16                                    |                                       |
| Awans z IV ligi 2013/2014             |                                       |                                       |                                       |
| grupa dolnośląska                     |                                       |                                       |                                       |
| BDO                                   | KP Brzeg Dolny                        | 1                                     |                                       |
| JEL                                   | Karkonosze Jelenia Góra               | 2                                     |                                       |
| grupa lubuska                         |                                       |                                       |                                       |
| DPR                                   | Dąb Przybyszów                        | 1                                     |                                       |

Objaśnienia:

### Tabela
| Lp. | Drużyna                        | M  | Z  | R  | P  | Bramki | Bramki | Różn. | Pkt | Uwagi                     | Bezpośrednio |
| --- | ------------------------------ | -- | -- | -- | -- | ------ | ------ | ----- | --- | ------------------------- | ------------ |
| 1   | Formacja Port 2000 Mostki1 (M) | 34 | 25 | 7  | 2  | 105    | 29     | +76   | 82  | Baraże o II ligę          |              |
| 2   | Zagłębie II Lubin              | 34 | 23 | 4  | 7  | 93     | 34     | +59   | 73  |                           |              |
| 3   | Śląsk II Wrocław               | 34 | 21 | 6  | 7  | 76     | 41     | +35   | 69  |                           |              |
| 4   | KS Stilon Gorzów Wielkopolski  | 34 | 20 | 7  | 7  | 73     | 32     | +41   | 67  |                           |              |
| 5   | Lechia Dzierżoniów             | 33 | 20 | 4  | 9  | 57     | 40     | +17   | 64  |                           |              |
| 6   | Ślęza Wrocław                  | 34 | 17 | 7  | 10 | 59     | 43     | +16   | 58  |                           |              |
| 7   | Foto-Higiena Gać               | 34 | 16 | 7  | 11 | 64     | 51     | +13   | 55  |                           |              |
| 8   | Polonia-Stal Świdnica          | 33 | 16 | 7  | 10 | 73     | 36     | +37   | 55  |                           |              |
| 9   | UKP Zielona Góra2 (S)          | 34 | 14 | 5  | 15 | 45     | 58     | −13   | 47  | Spadek do klasy okręgowej |              |
| 10  | Piast Żmigród                  | 34 | 13 | 6  | 15 | 61     | 62     | −1    | 45  |                           |              |
| 11  | Karkonosze Jelenia Góra        | 34 | 13 | 6  | 15 | 53     | 48     | +5    | 45  |                           |              |
| 12  | KP Brzeg Dolny                 | 34 | 12 | 5  | 17 | 51     | 71     | −20   | 41  |                           |              |
| 13  | MKS Oława2 (S)                 | 34 | 9  | 10 | 15 | 30     | 45     | −15   | 37  | Spadek do klasy okręgowej |              |
| 14  | Piast Karnin                   | 34 | 8  | 10 | 16 | 31     | 62     | −31   | 34  |                           |              |
| 15  | Bielawianka Bielawa2 (S)       | 34 | 8  | 8  | 18 | 34     | 70     | −36   | 32  | Spadek do klasy okręgowej |              |
| 16  | KS Bystrzyca Kąty Wrocławskie  | 34 | 6  | 7  | 21 | 33     | 69     | −36   | 25  |                           |              |
| 17  | Dąb Przybyszów (S)             | 34 | 5  | 5  | 24 | 32     | 83     | −51   | 20  | Spadek do IV ligi         |              |
| 18  | Polonia Trzebnica (S)          | 34 | 1  | 5  | 28 | 20     | 116    | −96   | 8   | Spadek do IV ligi         |              |

Źródło: 90minut 
Oznaczenia: (M) – tytuł mistrzowski, (A) – awans, (S) – spadek.
Zasady ustalania kolejności: 1. liczba zdobytych punktów w całym cyklu rozgrywek; 2. liczba punktów zdobyta w meczach bezpośrednich; 3. różnica bramek w meczach bezpośrednich; 4. różnica bramek w meczach bezpośrednich – bramki zdobyte na wyjeździe liczone podwójnie; 5. różnica bramek w całym cyklu rozgrywek; 6. liczba zdobytych bramek w całym cyklu rozgrywek. 
Bezpośrednio: stosowane, gdy dwie lub więcej drużyn mają identyczny dorobek punktowy.
Objaśnienia:
1Formacja Port 2000 Mostki zrezygnowała z udziału w barażach o awans do II ligi na sezon 2015/2016.

### Wyniki
| Gospodarz \ Gość              | BIE | DPR | MOS | FHG | JEL | BDO | KWR | SGW | LDZ | OŁA | PKN | ŻMI | PŚW | PTR | ŚL2 | ŚLZ | UZG | ZA2  |
| Bielawianka Bielawa           |     | 2:0 | 0:0 | 0:4 | 2:0 | 2:1 | 1:3 | 2:2 | 1:2 | 0:1 | 1:3 | 2:2 | 0:5 | 2:0 | 1:1 | 0:2 | 1:1 | 1:4  |
| Dąb Przybyszów                | 0:0 |     | 1:6 | 0:2 | 0:2 | 3:3 | 1:0 | 0:3 | 1:2 | 0:1 | 1:1 | 1:0 | 1:3 | 8:1 | 0:2 | 0:0 | 0:1 | 1:4  |
| Formacja Port 2000 Mostki     | 5:1 | 3:1 |     | 2:2 | 2:2 | 6:0 | 2:0 | 4:0 | 6:1 | 4:0 | 0:0 | 3:1 | 2:0 | 5:0 | 3:4 | 4:0 | 3:1 | 2:3  |
| Foto-Higiena Gać              | 1:0 | 4:1 | 3:4 |     | 1:0 | 3:0 | 3:1 | 0:1 | 1:1 | 1:1 | 2:1 | 1:2 | 1:1 | 2:0 | 4:1 | 0:2 | 2:0 | 1:2  |
| Karkonosze Jelenia Góra       | 0:2 | 5:1 | 0:0 | 3:0 |     | 3:1 | 3:0 | 1:2 | 1:3 | 1:1 | 5:1 | 3:2 | 0:4 | 0:0 | 1:3 | 0:1 | 3:2 | 0:4  |
| KP Brzeg Dolny                | 5:1 | 3:1 | 0:5 | 2:4 | 2:0 |     | 2:2 | 1:2 | 0:2 | 2:1 | 3:1 | 5:1 | 3:4 | 3:1 | 1:4 | 2:3 | 1:3 | 1:2  |
| KS Bystrzyca Kąty Wrocławskie | 2:2 | 0:1 | 0:4 | 1:2 | 0:7 | 1:1 |     | 0:2 | 3:4 | 3:0 | 2:3 | 1:0 | 2:2 | 0:0 | 0:2 | 2:3 | 1:1 | 0:4  |
| KS Stilon Gorzów Wielkopolski | 3:1 | 5:0 | 0:1 | 2:1 | 1:0 | 1:1 | 3:0 |     | 4:0 | 0:0 | 6:2 | 3:0 | 3:0 | 6:0 | 1:4 | 0:1 | 1:0 | 4:2  |
| Lechia Dzierżoniów            | 3:1 | 2:0 | 1:3 | 0:0 | 0:2 | 3:2 | 3:1 | 0:0 |     | 3:1 | 0:0 | 3:1 |     | 6:0 | 0:1 | 0:3 | 2:0 | 2:0  |
| MKS Oława                     | 0:1 | 0:0 | 0:0 | 2:1 | 1:2 | 0:1 | 3:1 | 1:3 | 0:1 |     | 4:0 | 1:0 | 1:1 | 1:1 | 1:1 | 3:1 | 3:1 | 1:1  |
| Piast Karnin                  | 0:1 | 4:2 | 1:4 | 1:1 | 0:0 | 0:1 | 0:2 | 1:7 | 0:1 | 0:0 |     | 2:1 | 0:0 | 4:2 | 1:0 | 1:0 | 1:2 | 0:2  |
| Piast Żmigród                 | 6:1 | 2:1 | 2:5 | 2:2 | 2:0 | 2:0 | 1:0 | 1:1 | 2:1 | 1:0 | 1:1 |     | 1:1 | 4:2 | 3:1 | 2:1 | 6:1 | 1:3  |
| Polonia-Stal Świdnica         | 3:0 | 6:0 | 1:2 | 0:3 | 2:0 | 0:2 | 3:0 | 1:1 | 0:1 | 2:0 | 3:0 | 5:1 |     | 6:0 | 2:2 | 3:1 | 5:0 | 1:0  |
| Polonia Trzebnica             | 1:1 | 0:3 | 1:6 | 1:2 | 1:5 | 0:1 | 1:2 | 1:3 | 0:5 | 0:1 | 0:1 | 2:8 | 0:4 |     | 2:4 | 0:2 | 3:2 | 0:10 |
| Śląsk II Wrocław              | 4:2 | 5:1 | 0:2 | 1:5 | 4:0 | 5:1 | 1:0 | 2:1 | 2:1 | 2:0 | 4:0 | 2:2 | 2:1 | 4:0 |     | 2:2 | 0:1 | 0:1  |
| Ślęza Wrocław                 | 0:2 | 4:1 | 0:3 | 4:2 | 0:0 | 4:1 | 1:1 | 1:1 | 1:2 | 5:0 | 0:0 | 4:1 | 1:0 | 3:0 | 0:1 |     | 3:1 | 1:1  |
| UKP Zielona Góra              | 2:0 | 2:1 | 1:1 | 3:2 | 0:3 | 1:2 | 0:1 | 2:1 | 1:2 | 2:1 | 1:1 | 3:0 | 3:2 | 2:0 | 0:0 | 1:4 |     | 2:1  |
| Zagłębie II Lubin             | 4:0 | 5:0 | 2:3 | 9:1 | 3:1 | 0:0 | 3:1 | 1:0 | 2:0 | 3:0 | 3:0 | 3:0 | 3:2 | 0:0 | 1:5 | 6:1 | 1:2 |      |

Źródło: 90minut
Objaśnienia:
1Drużyna gospodarzy jest wymieniona po lewej stronie tabeli.
Kolory: zielony – zwycięstwo gospodarzy, żółty – remis, różowy – zwycięstwo gości.

Kwalifikacja do baraży o II ligę: Formacja Port 2000 Mostki (drużyna zrezygnowała z udziału w barażach).
Spadek do IV ligi: Piast Karnin, Bielawianka Bielawa, KS Bystrzyca Kąty Wrocławskie, Dąb Przybyszów, Polonia Trzebnica.

## Baraże o II ligę
| 13 czerwca 2015 15:00 | Formacja Port 2000 Mostki | 0:3 wo. | Gryf Wejherowo |  |
|                       |                           |         |                |  |

| 17 czerwca 2015 17:00 | Gryf Wejherowo | 3:0 wo. | Formacja Port 2000 Mostki |  |
|                       |                |         |                           |  |

Awans do II ligi: Gryf Wejherowo